# Итон Трэвис, Дорис
Дорис Итон Трэвис (англ. Doris Eaton Travis; 14 марта 1904 — 11 мая 2010) — американская актриса, танцовщица, звезда Бродвея и хореограф. Была последней из доживших до 2000-х годов звёзд шоу «Безумства Зигфелда».

## Биография
Дорис Итон родилась в 1904 году. Посещала уроки танцев вместе со своими сёстрами Мэри и Пэрл. Начала выступать с танцевальными номерами на сцене, ещё будучи ребёнком, а в 13-летнем возрасте уже дебютировала на Бродвее. Спустя год она была приглашена в популярное бродвейское шоу «Безумства Зигфелда», став одной из многих старлеток, которых называли «Девушками Зигфелда». В 1921 году Дорис Итон дебютировала на большом экране в одном из немых фильмов, а в последующем десятилетии снялась ещё в десятке кинокартин.
В 1930-х она продолжала появляться на Бродвее, а после завершения карьеры там, вместе с Артуром Мюрреем, также знаменитым танцором, стала преподавателем танцев на местном телевидении Детройта. За последующие тридцать лет сотрудничества с Мюрреем Дорис Итон стала одной из самых знаменитых и влиятельных учителей танцев в США, собрав под своё управление около 20 танцевальных школ. Один из её учеников, Пол Трэвис, в 1949 году стал её мужем.
Выйдя на пенсию, Трэвис вместе с мужем поселилась на ранчо в Оклахоме, изредка возвращаясь в свои школы для подготовки молодых артистов. В 1998 году она вернулась на Бродвей, где в последующие несколько лет с триумфом выступала в музыкальном шоу Easter Bonnet Compilation. Дорис Итон Трэвис была своеобразным талисманом этого шоу, а её танцы в 94-летнем возрасте сопровождались многочисленными овациями.
В 1999 году, после 65-летнего перерыва, она вновь появилась на большом экране в небольшой роли в фильме «Человек на Луне». Последние годы жизни Дорис Итон Трэвис продолжала появляться на публике — принимала участие в общественных выступлениях, а также в съёмках документальных фильмов. Последняя из звёзд Бродвея 1920-х годов скончалась от аневризмы 11 мая 2010 года в возрасте 106 лет.